# Eschentzwiller
Eschentzwiller  es una localidad y comuna francesa, situada en el departamento de Alto Rin, en la región  de Alsacia.

## Demografía
| 593 | 617 | 805 | 1026 | 1116 | 1244 |
| Para los censos de 1962 a 1999 la población legal corresponde a la población sin duplicidades (Fuente: INSEE [Consultar]) |     |     |      |      |      |

## Personajes célebres
- Alexandre Moll (1767-1841), diputado (1815-1822) y alcalde de Mulhouse (1816-1819).